# Бхагадатта
Бхагадатта (санскр. भगदत्त) — мифический сын Наракасуры и царь Прагджьётиши. Бхагадатта родился из конечности асуры по имени Башкала. Он был известным воином и был известен как друг Индры. Когда Арджуна отправился в поход, чтобы помочь своему брату Юдхиштхире совершить Раджасуя-яджну, Бхагадатта был одним из первых царей, которых он покорил.
Он был особенно искусен в использовании слонов в войне. Верхом на своем слоне Супратике он доблестно сражался в Битве на Курукшетре на стороне Кауравов. В это время он был настолько стар, что завязал свои морщинистые веки шелковым носовым платком, чтобы они не прикрывали ему глаза в бою. Ему наследовал его сын Ваджрадатта. Он был предводителем великой армии Киратаса и Чинаса в ходе войны.

## Легендарная биография
В Битве на Курукшетре Бхагадатта сражался на стороне Кауравов. У него была долгая история вражды со стороной Пандавов. Его отцом был убитый Кришной демон Наракасура. Победоносный визит Арджуны в связи с Раджасуя-яджной, совершенной Юдхиштхирой, вызвал чувство ненависти в сердце Бхагадатты, и он сразился с Арджуной. Мужество и мощь, проявленные Арджуной в битве, поразили Бхагадатту, который поздравил Арджуну с его победой и смирился с нанесенным Арджуной поражением. Во время Ашвамедха-яджны Арджуна сражался против Ваджрадатты, сына Бхагадатты.
Бхагадатта, возможно, был самым старым из всех воинов на поле боя. Он был весь в морщинах, золотисто-белые длинные волосы придавали ему вид льва. Ему пришлось повязать шелковую ткань на лоб, чтобы кожный лоскут его бровей оставался на месте и не падал, мешая обзору. Он ездил на огромном слоне Супратике. Бхагадатта был хорошим другом Индры. Во время войны привёл 1 акшаухини в войска. В первый день битвы у Бхагадатты был бой с царем Виратой. На четвёртый день войны на Курукшетре отряд Бхагадатты совершил набег на Бхиму. Бхагадатта заставил Бхимасену потерять сознание в поле. Гхатоткача, сын Бхимы, пришёл в ярость и тут же исчез из действий. Он появился снова в другом месте, создав ужасающую иллюзию свирепой формы, восседающей на Айравате, созданной силами его Майи. Он создал и других небесных слонов, таких как Анджана, Вамана и Махападма, которые последовали за ним в дикой процессии, управляемой демонами. Затем Гхатоткача призвал сразиться со своим слоном, который хотел убить Бхагадатту. И другие слоны, каждый с четырьмя бивнями, подгоняемые демонами с великой силой, в гневе напали на слона Бхагадатты со всех сторон и поразили его своими бивнями. И слон Бхагадатты, страдая от боли, громко заревел, подобно грому Индры. И, услышав эти ужасные и громкие крики ревущего слона, Бхишма, предводитель Кауравов, попросил всех царей отступить на день. Бхагадатта потерпел поражение в битве с Гхаткачей.
На седьмой день между ними произошло ещё одно столкновение. Гхатоткача напал на Бхагадатту и выпустил в него стрелы. Они бросили друг в друга тяжелое оружие, и в конце концов царь ударил Гхатоткачу в руки и ноги одновременно. Тот постоял некоторое время, а затем напряг всю свою силу и метнул в слониху Супратику волшебный золотой стержень. Бхагадатта быстро разломил его на три части. В тот день Гхатоткача отступил, чтобы снова сразиться на следующий день. После этого Бхагадатта бился с царём Дашарной, последний потерпел поражение. Вскоре после этого Бхагадатта отрубил руки Кшатредеву. Возничий армии Бхимы Вишок упал после попадания в него стрел Бхагадатты и потерял сознание.
На двенадцатый день войны на Курукшетре Дурьодхана послал против сил Бхимы большую армию слонов. Бхима убил всех слонов своей булавой. Новость быстро распространилась и достигла Бхагадатты. Бхагадатта бросился на своего слона Супратику против Бхимы. Слон раздавил его колесницу, лошадь и возничего. Бхима бежал, спрыгнув со своей колесницы, и упал между ног слона. Он повредил конечности слона, порезав их. Разъяренный Супратика схватил Бхиму  хоботом за шею, но Бхиме удалось вырваться из его хватки и снова попасть под слона. Он также мог ещё больше навредить зверю, но дождался, пока другой слон придет ему на помощь. Кауравы решили, что Бхима был убит животным, что сразу начали праздновать. Старший брат Бхимы Юдхиштхира огорчился и попросил царя Дашарану обвинить Бхагадатту в том, что он разделил слонов. В битве между Супратикой и слоном Дасары Супратика давит и убивает слонов Дасары. В ходе этой драки Бхима благополучно сбежал.
В ходе войны Бхагадатта убил царя Дашарну и Ручипарвана.
Несколько воинов, таких как Абхиманью и Сатьяки, пытались остановить Бхагадатту, но им это не удалось, и тогда Бхагадатта направился к позиции Юдхиштхиры. Бхагадатта со своим слоном начал сокрушать армию Пандавов. Кришна едет вместе с Арджуной, чтобы встретиться с Бхагадаттой и Супратикой. Завязалась битва с Арджуной на колеснице и Бхагадаттой на слоне, оба были вооруженны и одеты в доспехи. Бхагадатта попытался разбить колесницу Арджуны своим слоном. Но здесь он не смог добиться успеха. Бхагадатта перепробовал всё свое оружие и копья, которые ловко отбивал и разрубал Арджуна . Арджуна сломал лук Бхагадатты и брошенные им копья. Арджуне удалось уничтожить флаг, водруженный на сиденье слона. В ярости Бхагадатта бросил смертоносное оружие, Вайшнавастру.
Однако, прежде чем она попала бы в Арджуну, вмешался Кришна, встав перед воином. Кришна превратил Вайшнавастру в гирлянду и она упала на плечи Кришны. Он, будучи Вишну, некогда дал это оружие Бхагадатте, предсказав, что однажды оно вернётся ему в одном из воплощений. Тут же Арджуна, выстрелил Бхагадатте в грудь и тот погиб.
Арджуна слез с колесницы и обошёл павшего Бхагадатту чтобы отдать последний долг другу своего отца, поскольку Арджуна был сыном Индры.
После смерти Бхагадатты его сын Ваджрадатта стал королем Прагджьётиши. Позже он также был убит Арджуной в битве. Царь Шайлайя, дед Бхагадатты, достиг Индралоки благодаря силе своего подвижничества.
В Калика-пуране, Харшачарите, Пуранах и в других источниках сообщается, что у Нараки были сыновья, которых звали Бхагадаттой, Махаширшой, Мадаваном и Сумали. Сыновьями Бхагадатты были Ваджрадатта и Пушпадатта.